# رازول (نیومکزیکو)

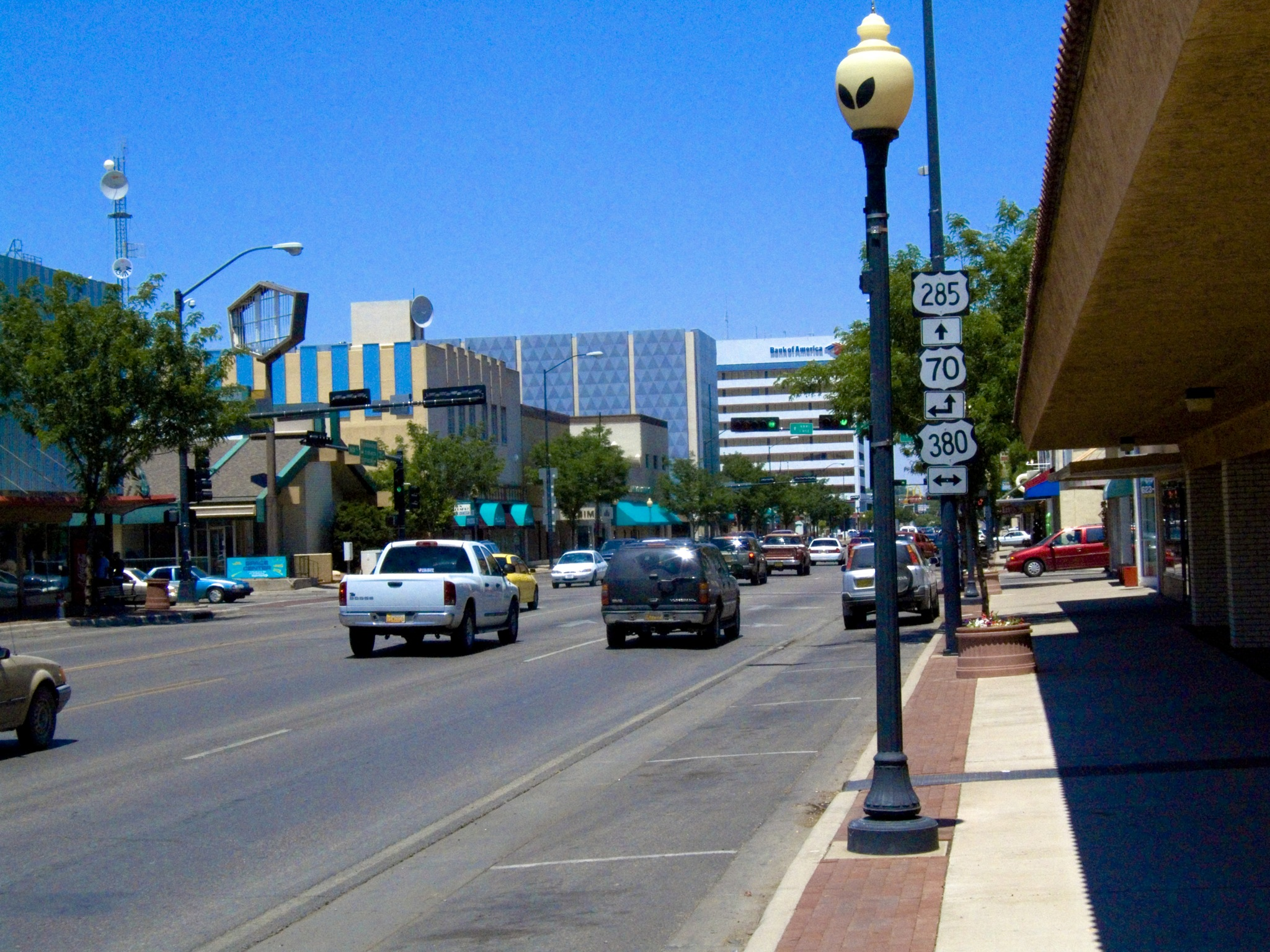
خیابانهای رازول

رازوِل (به انگلیسی: Roswell) از شهرهای ایالات نیومکزیکو آمریکا است.
براساس آمار اعلام شده در سال ۲۰۰۵ جمعیت این شهر معادل ۴۸٬۳۶۶ نفر بوده‌است که بدین ترتیب پنجمین شهر پرجمعیت ایالت نیومکزیکو محسوب می‌گردد.
دمی مور زادهٔ این شهر است.

## حادثهٔ رازول
مهمترین و جنجالی‌ترین حادثهٔ مربوط به رویت شیء ناشناس پرنده یا بشقاب پرنده‌ها در سال ۱۹۴۷ است که در حوالی این شهر اتفاق افتاد. حادثهٔ رازول، اسرارآمیزترین و معروف‌ترین رویت بشقاب پرنده‌ها و بیگانگان در عصر حاضر است.
هنوز هم بعد از گذشت نزدیک به ۷۴ سال، بومیان منطقه و یوفولوژیست‌ها بر این باورند که دولت آمریکا، جسد فرازمینی‌ها را بعد از حادثه ربوده و لاشهٔ بشقاب پرندهٔ معروف رازول را هم در منطقهٔ ۵۱ نگهداری می‌کند.